# Marta Casas
Marta Casas (Barcelona, Barcelonès, 1942), és una ceramista amb taller a La Floresta des de 1979. Es va formar a l'Escola Massana, a Barcelona, amb Josep Llorenç Artigas i al Sunderland College of Art d'Anglaterra, amb Mr Mottran.
Ha exposat a Madrid, Barcelona, Florència, Montevideo i Sant Cugat en diferents exposicions col·lectives o individuals.
Entre els anys 1984 i 1996, al Centre Cívic de La Floresta, va impartir diferents cursos de ceràmica i modelat.
En declaracions a cugat.cat l'artista destaca l'art de la ceràmica en tant que objecte útil més enllà de ser una obra artística per gaudir-ne de la seva presència.